# Udarac
Udarac je usmjereni fizički napad bilo dijelom ljudskog tijela ili neživim predmetom (kao što je hladno oružje) s namjerom izazivanja tupe, rezne ili prodorne traume protivniku.
Postoji više različitih vrsta i podvrsta udaraca: 
- Udarac rukom (stisnutom ili otvorenom šakom, bridom dlana, laktom, podlakticom i slično)
- Udarac nogom (stopalom, koljenom, potkoljenicom itd)
- Udarac glavom (čelom, tjemenom, zatiljkom)

U raznim borilačkim vještinama i sportovima, pojavljuje se mnoštvo različitih kombinacija udaraca, uključujući i neke koji ne spadaju u ovu glavnu podijelu (npr udarac ramenom ili kukom).
Osim toga, u nekim borilačkim sportovima, određeni udarci su zabranjeni (npr udarci ispod pojasa u boksu).
S druge strane, postoje i borilački sportovi koji po pravilima zabranjuju sve udarce, te umjesto njih koriste razne hrvačke tehnike kao što su: bacanje, čišćenje, poluge te razni drugi zahvati i rušenja.

## Vanjske poveznice
- Anderson Silva - Examples of Basic Striking and Combinations
- Punches - Strikes
- Striking and grappling martial arts - differences and importance
- Striking in MMA
- The most powerful and effective strikes.